# Ngọa hổ tàng long (trò chơi điện tử)
Ngọa hổ tàng long (tiếng Anh: Crouching Tiger, Hidden Dragon) là trò chơi điện tử thuộc thể loại hành động phiêu lưu do hãng Bergsala Lightweight và Genki đồng phát triển dành cho các hệ máy PlayStation 2, Xbox và Game Boy Advance. Game được hãng Ubisoft phát hành ở Bắc Mỹ vào năm 2003 và ESP ở Nhật Bản vào năm 2004. Người chơi có thể điều khiển các nhân vật gồm Lý Mộ Bạch, Du Tú Liên, Ngọc Kiều Long và La Tiểu Hổ. Nhạc phim đoạt giải thưởng Academy và giải thưởng âm nhạc Grammy cho phần nhạc được sáng tác bởi Đàm My với phần đơn ca của nghệ sĩ cello được quốc tế hoan nghênh Mã Hữu Hữu. Trò chơi được giới phê bình đón nhận không mấy thiện cảm và họ chỉ cho điểm số xoàng xĩnh lúc tốt nhất.

## Cốt truyện
Câu chuyệnn xảy ra vào thời đại nhà Thanh bên Trung Quốc, đời vua Càn Long. Lý Mộ Bạch, một đại cao thủ phái Võ Đang bậc nhất khi đó rửa tay trao kiếm Lục Mệnh lại cho Tề lão gia ở kinh thành Bắc Kinh. Sư phụ của Lý Mộ Bạch là Sếu Phương Nam ngày xưa bị hạ sát bởi Bích Nhãn Hồ Ly. Đồng thời, Ngọa hổ tàng long còn xoay quanh mối tình của Ngọc Kiều Long, con gái một vị đại quan và La Tiểu Hổ, một thiếu niên bất hạnh làm tướng cướp. Cuộc tình không môn đăng hộ đối này đã gây ra nhiều tai họa phiền phức cho không ít người vô can, đồng thời làm thay đổi cả số phận lẫn tâm tình của hai người trong cuộc.